# 155
|  | Aquest article tracta sobre l'any de l'època d.C.. Vegeu-ne altres significats a «Article 155 de la Constitució espanyola de 1978». |

## Esdeveniments
- Antoní Pius comença una nova guerra contra l'Imperi Part.
- Anicet és elegit papa després del Papa Pius I.[1]
- Roma diu que, tot i que no ser reconeguda com una religió oficial, el judaïsme serà tolerat.
- Per retornar la pau entre jueus i romans, Antoninus relegalitza la circumcisió.
- Els romans comencen a abandonar el Mur d'Adrià.[2]
- Primer any de l'era Yongshou a la Dinastia Han.
- Desacord entre els bisbes cristians en referència a la data de la Setmana Santa.

## Naixements
- Cao Cao, darrer canciller de la Dinastia Han (m. 220)[3]
- Li Yan  (m. 234)
- Sun Jian, governador de Changsha (m. 191)[4]
- Yuan Shu, germanastre de Yuan Shao (m. 199)
- Zhang Miao, prefecte de Chenliu (m. 195)

## Necrològiques
- Papa Pius I.[5]
- Sant Policarpi de Smyrna (màrtir) (n. AD 69)[6]